# Publikumszeitschrift

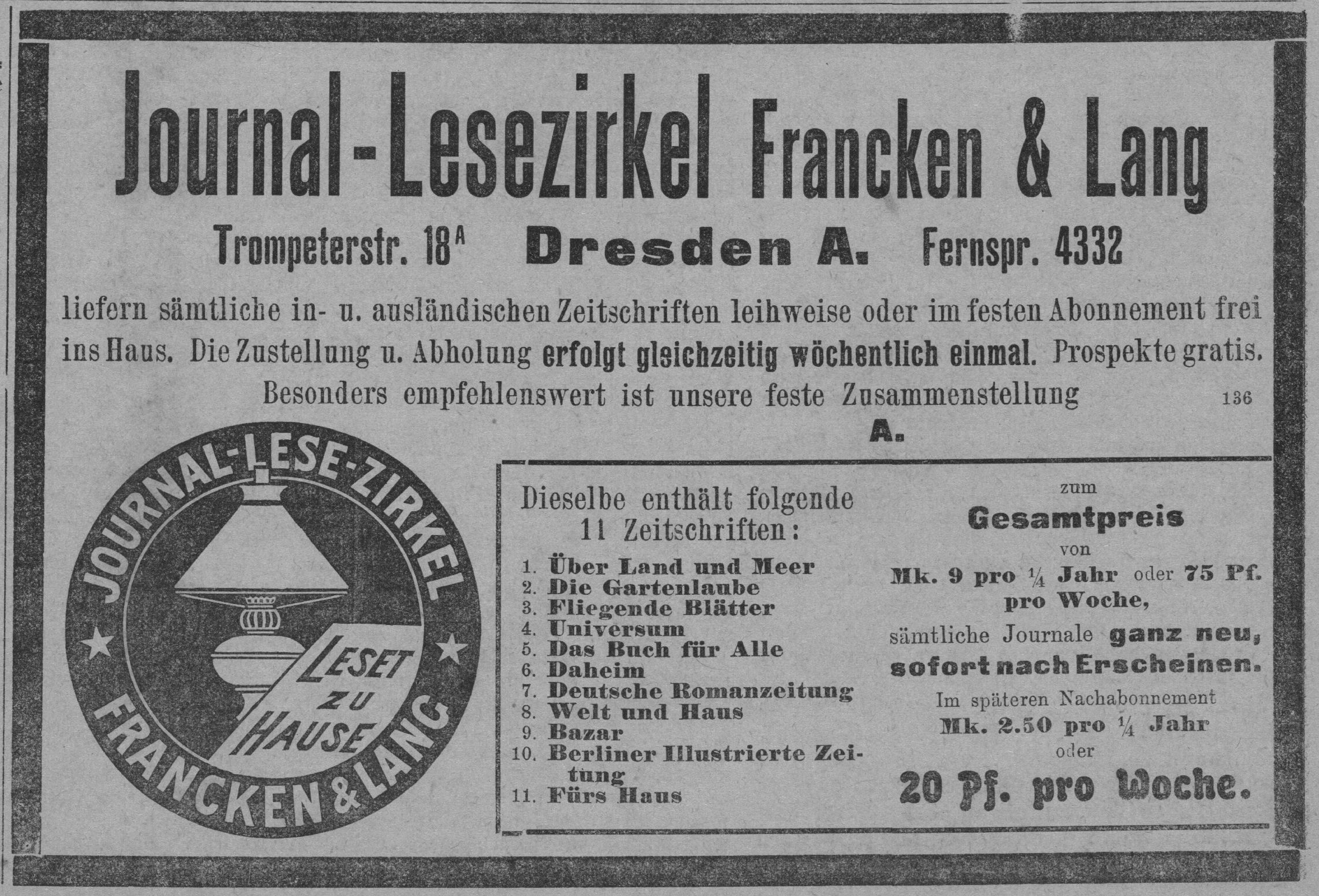
Zeitungsanzeige (1906) eines Lesezirkels für Publikumszeitschriften

Als Publikumszeitschrift bezeichnet man eine periodisch erscheinende, journalistisch erstellte Druckschrift, die zur Publikumspresse gehört. Die Publikumspresse ist eine Hauptgattung der Presse und wendet sich mit populären Inhalten an in der Regel eher breite Zielgruppen. Sie wird in der Freizeit zur Unterhaltung und Orientierung gelesen und enthält keine unmittelbar berufsbezogenen Inhalte. Daher nannte man die Titel früher auch Freizeitzeitschriften. Publikumszeitschriften werden von unabhängigen Verlagen erstellt und als Kauftitel vertrieben. In einer weiten Definition werden auch journalistische Gratistitel zur Gattung gezählt. Die Titel der Publikumspresse erscheinen üblicherweise in der Ausstattung einer Zeitschrift, daher der Name Publikumszeitschrift.

## Allgemeines zu Publikumszeitschriften
Publikumszeitschriften haben in der Regel eine vergleichsweise hohe Reichweite und Auflage. Die Zielgruppe wird theoretisch nicht durch Beruf oder Fachkenntnisse der Leserschaft eingegrenzt. Eine Publikumszeitschrift muss periodisch erscheinen (Periodizität), mindestens viermal jährlich.
Inhaltlich weisen sie oftmals ein breites thematisches Spektrum auf. Jedes Hobby, jede Thematik und jedes Interesse wird befriedigt.

## Typen von Publikumszeitschriften
Zeitschriften können grundsätzlich in General-Interest-Zeitschriften, Zielgruppenzeitschriften, Special-Interest-Zeitschriften und Very-Special-Interest-Zeitschriften unterteilt werden, wobei die letzteren beiden Gruppen zum Teil als eigene Gattungen betrachtet werden.
- General-Interest-Zeitschriften versorgen ein breites Publikum mit allgemeinen Informationen.
- Zielgruppenzeitschriften sprechen eine spezielle Zielgruppe wie zum Beispiel Frauen oder Teenager an.
- Special-Interest-Zeitschriften liefern spezielle Informationen für den allgemeinen Leser in seiner Rolle als Konsument. Dies sind inhaltlich sachbezogene Zeitschriften, zumeist wird nur ein Themen- oder Sachgebiet behandelt. Häufige Themenbereiche sind Sport, Reise, Auto, Kultur, Wohnen, Technik, Lifestyle.
- Very-Special-Interest-Zeitschriften bieten einer speziellen Zielgruppe spezielle Themeninformationen an (beispielsweise ein Reitmagazin für Mädchen von 14 bis 17 Jahren oder ein Uhrenmagazin nur für mechanische Armbanduhren).

Es existiert eine große Heterogenität im Bereich der Publikumszeitschriften, sie unterscheiden sich beträchtlich inhaltlich, in ihrer Erscheinungsweise (wöchentlich, 14-täglich, monatlich etc.) und damit auch in ihrer Aktualität.
Private Institutionen präsentieren ausführlichere Zeitschriftentypisierungen. So unterscheidet die Informationsgemeinschaft zur Feststellung der Verbreitung von Werbeträgern (IVW) 31 Publikumszeitschriftentypen.
Man kann Publikumszeitschriften in mehrere Gruppen und Typen unterteilen:

### Illustrierte
Die Sparte der Illustrierten wird auch oft Regenbogenpresse genannt. Das Niveau der verschiedenen Titel ist sehr unterschiedlich, von ernsthaftem Journalismus (gut recherchiert und interessant) bis hin zum Boulevardjournalismus. Die Themen der Illustrierten sind hauptsächlich Berichte aus der Welt prominenter Personen, Skandale und Hofberichterstattung.

### Frauenzeitschriften
Beispiele für Frauenzeitschriften sind die Titel Brigitte, Für Sie, Madame, Vogue, emotion, Petra, Freundin, Allegra, Amica und viele weitere. Frauenzeitschriften behandeln frauenspezifische Themen wie Mode, Kosmetik, Kochen. Weitere Themen sind zumeist Gesundheit, Psychologie, Ratgeber (Liebe, Beruf, Kinder).
Probleme der Emanzipation werden schon seit den 1970er Jahren in einigen Frauenzeitschriften behandelt, vor allem die seit 1977 erscheinende Emma tritt hier hervor.
In den letzten Jahren haben sich die Themen vor allem in den Ratgeberrubriken der Frauenzeitschriften verändert, hin zu Themen des Berufsalltags und der Vereinbarkeit von Beruf und Familie oder zu Problematiken Alleinerziehender.
Mittlerweile gibt es immer mehr Frauenzeitschriften, die ein Mix aus typischen Frauenzeitschriften und Lifestylemagazinen sind.
In den Redaktionen von Frauenzeitschriften arbeiten mittlerweile fast ausschließlich Frauen.
Frauenzeitschriften sind für die Werbeindustrie eine wichtige Werbeträgergruppe.
Die Themen der einzelnen Titel sind mittlerweile sehr unterschiedlich, ebenso ihre Aufbereitung und Intention. Sie richten sich nach ihrer Zielgruppe, dem jeweiligen Frauentyp, den dieser Titel ansprechen soll. Zurzeit gibt es mehr als 60 Titel, der Markt ist sehr wechselhaft und umkämpft, was dazu führt, dass immer wieder neue Arten von Frauenzeitschriften herausgegeben werden.

### Männermagazine
Männermagazine sind beispielsweise GQ, Maxim, Men’s Health, Playboy, Penthouse oder FHM. In Männermagazinen stehen zumeist die Themen Lifestyle, Fitness und Technik im Vordergrund, teilweise auch erotische Inhalte. Oft gibt es noch eigene Fashionausgaben der einzelnen Titel, wie Maxim fashion, Mens health best Fashion.

### Programmzeitschriften
Programmzeitschriften sind seit den 1990er Jahren zunehmend auf das Fernsehen spezialisiert (Spielfilm, Serien etc.). Die Titel nahmen in den letzten Jahren stetig zu, die Auflagen der einzelnen Titel dadurch aber zunehmend ab. Es existiert ein starker Wettbewerb unter den Programmzeitschriften, teilweise auch unter den verschiedenen Titeln eines Verlagshauses. Verstärkt wird dieser durch einfach gestaltete und kostenlose Programmzeitschriften, die Tageszeitungen oder anderen Publikumszeitschriften beiliegen oder als Postsendungen dem Leser geliefert werden.
Die ersten Programmzeitschriften und Vorreiter waren die Hörzu (gegründet 1946) und die Funk Uhr (1952). Mittlerweile hat sich der Wandel zu einer überwiegend 14-täglichen Erscheinungsweise vollzogen.
Bei Programmzeitschriften existiert eine hohe Leser-Blatt-Bindung. Der Leser gewöhnt sich an die Heftstruktur und den Aufbau und Darstellung der Fernsehprogramme.

### Jugendzeitschriften
Es gibt nur eine geringe Anzahl von Titeln, jedoch haben diese eine hohe Auflage, wie beispielsweise die Bravo. Das Magazin Bravo gibt mittlerweile zahlreiche andere Titel heraus, wie Bravo Girl oder Bravo Sport. Die meisten Jugendzeitschriften werden im Magazinformat veröffentlicht. Themen sind hauptsächlich Musik, Film, Fernsehen, Stars und Sternchen und Sport. Ob Comics und Rätselhefte zu den Jugendmagazinen zu zählen sind, ist umstritten.

### Weitere Arten von Publikumszeitschriften
Wie breit das Themenspektrum sein muss, ist bisher nicht definiert. So werden meist folgende Themenbereiche genannt:
- Nachrichtenmagazine und politische Magazine, wie Der Spiegel, Focus oder Stern.
- Zeitgeist-Magazine, Independent-Titel
- Unterhaltungs- und Freizeitzeitschriften einschließlich pornografischer Magazine
- Familienzeitschriften
- Filmzeitschriften, Kinozeitschriften
- Naturzeitschriften
- Technikzeitschriften
- Veranstaltungsmagazine, zumeist nur regional verbreitet

Der Verband Deutscher Zeitschriftenverleger e. V. (VDZ) sammelt Branchendaten für Publikumszeitschriften, Fachzeitschriften und konfessionelle Zeitschriften und orientiert sich bei der Typisierung von Publikumszeitschriften unter anderem nach der Arbeitsgemeinschaft Media-Analyse (AG.MA) und nach Nielsen Media Research.

## Vertrieb, Marktanteile und Auflagen
Am meisten werden Programmzeitschriften gelesen, dann folgen die Nachrichtenmagazine, Frauenzeitschriften und die Wirtschaftsmagazine. Publikumszeitschriften haben durchschnittlich höhere Auflagen als Tageszeitungen. Sie werden zu 40 % im Abonnement und zu 60 % im Einzelhandel verkauft. Ein Exemplar einer Publikumszeitschrift wird sehr oft von mehreren Personen gelesen.
2004 gab es 2.340 Titel im Bereich der Publikumszeitschriften, 2005 waren 837 Titel in der IVW mit einer Gesamtauflage von 123,1 Millionen Exemplaren. Jedes Jahr gibt es viele neue Titel und dafür verschwinden alte.
Fünf Großverlage haben knapp 65 % Marktanteil am Markt der Publikumszeitschriften: Der Heinrich Bauer Verlag mit 19 % ist der Marktführer bei Programmzeitschriften (er beschäftigt nur eine Zentralredaktion für alle seine Programmzeitschriften); Hubert Burda Media mit 15 % (vor allem Programmzeitschriften, Frauenzeitschriften, Focus, Bunte); die Axel Springer AG mit 13 %, vor allem Programmzeitschriften und General-Interest-Zeitschriften der BILD-Gruppe (Bild der Frau, Auto Bild, Computer Bild, Sport Bild); Gruner + Jahr (gehört mehrheitlich zum Bertelsmann-Konzern) mit 9,5 % (Stern, Frauenzeitschriften und Special-Interest-Zeitschriften); schließlich die Funke Mediengruppe mit vielen Frauenzeitschriften und Programmzeitschriften.
Der Lesezirkel war hier zeitweise sehr wichtig, denn durch ihn wurden die Reichweite und die Leserzahlen erhöht. Er ist eine Sonderform des Abonnements, der Preis des Abonnements richtet sich nach der Aktualität der abonnierten Titel, die Erstmappe ist dementsprechend am teuersten, für die Nachleser wird das Abonnement kostengünstiger. Allerdings gehen die vormals hohen Abonnentenzahlen der Lesezirkel seit 20 Jahren stark zurück. Über den Lesezirkel werden etwa 140 Titel vertrieben, zu 55 % an Privathaushalte, die restlichen 45 % werden vor allem von Friseursalons und Arztpraxen für das Wartezimmer abonniert.